# Christ crucifié (Goya)
Pour les articles homonymes, voir Crucifixion (homonymie).
Christ crucifié (en espagnol : Cristo crucificado) est une huile sur toile réalisée par Francisco de Goya en 1780 lors de l'admission du peintre à l'Académie royale des beaux-arts de San Fernando, le 5 juillet 1780. Elle fait partie de la collection permanente du Musée du Prado.

## Analyse

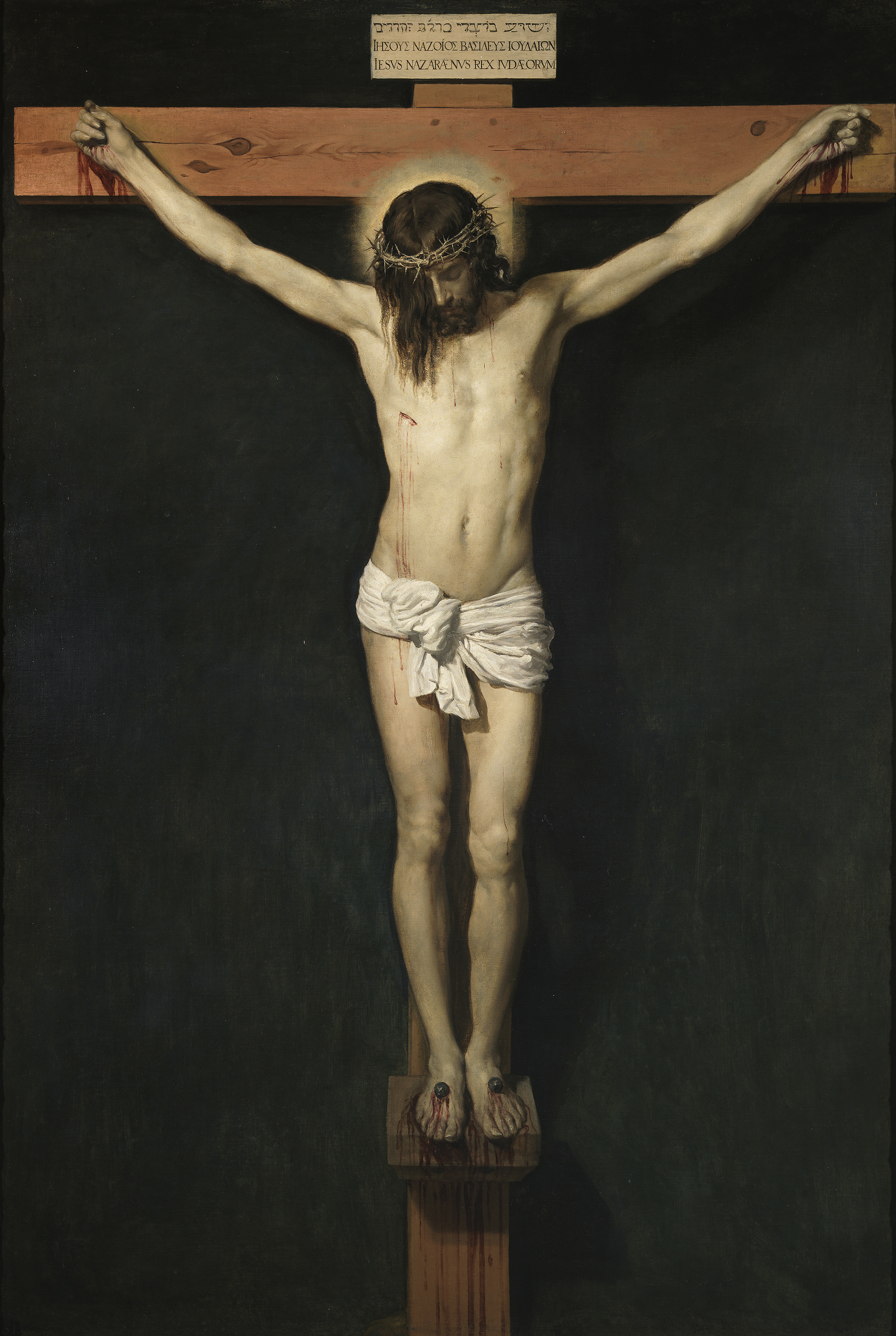
Diego Vélasquez, Christ crucifié, huile sur toile (vers 1632, Musée du Prado).

C'est un Christ de style néoclassique, même si elle est enracinée dans l'iconographie traditionnelle espagnole, notamment du Christ crucifié de Diego Vélasquez et d'Anton Raphael Mengs, mais sans le paysage d'arrière plan de ce dernier qui est remplacé par un fond noir neutre, comme pour le maître sévillan. Il est représenté sur fond noir, avec quatre clous, debout sur un reposoir, d'après les canons du baroque espagnol et avec l'inscription « REX Iesus Nazarenus IUDEORUM » en trois langues, d'après le modèle iconographique espagnol imposés par Francisco Pacheco. Goya minimise les éléments de dévotion (drame, présence de sang, etc.) pour mettre en évidence douceur du personnage, afin de plaire à l'institution qu'il voulait intégrée et dominée le néoclassicisme de Mengs. 
La tête travaillée à coups de pinceau dynamiques, est inclinée à gauche. Il élève son regard dans un mouvement dramatique qui peut sembler un geste d'extase, reflétant où Jésus leva la tête pour dire « Mon Dieu, mon Dieu, pourquoi m'as-tu abandonné ? » mais la sérénité de l'ensemble évite pathos. 
Avec cette toile, il proposait à l'académie un des sujets les plus difficile : un thème classique, un nu montrant l'anatomie dans un contexte religieux, un Christ agonisant d'après la tradition espagnole. Goya fait preuve d'habileté technique en utilisant un modelé doux à base de sfumato, par l'orientation de la lumière (qui semble artificielle, venant de la poitrine) qui masque le contour du dessin dans les transissions les zones sombres. Les transparences, les vêtements et les dégradés sont traités délicatement avec du gris-perle et bleu-vert doux, et des touches de blanc lumineux pour améliorer l'éclat de la lumière. 
Lignes générales forment une composition classique en S, loin des effets violents du baroque. La jambe droite en avant, d'après le Christ de Mengs, la hanche légèrement basculée, la tête inclinée lui permettent de satisfaire aux canons classiques qui exigeaient une composition dynamique. Peut-être à cause de son trop grand respect de l'académisme, cette œuvre, très appréciée à l'époque, fut dévalorisée au XXe siècle, où Goya était vu comme un romantique, peu dévot et très peu respectueux de la peinture religieuse et académique. Toutefois, le postmodernisme met en valeur toutes les facettes de Goya
, et considère qu'il s'agit d'un travail dans lequel Goya vise des honneurs professionnels, le prestige ; objectif atteints et dépassés par son Christ crucifié.